# Westport (Indiana)
Westport é uma cidade  localizada no estado americano de Indiana, no condado de Decatur.

## Demografia
Segundo o censo americano de 2000, a sua população era de 1515 habitantes.
Em 2006, foi estimada uma população de 1503, um decréscimo de 12 (-0.8%).

## Geografia
De acordo com o United States Census Bureau tem uma área de
3,4 km², dos quais 3,4 km² cobertos por terra e 0,0 km² cobertos por água. Westport localiza-se a aproximadamente 248 m acima do nível do mar.

## Localidades na vizinhança
O diagrama seguinte representa as localidades num raio de 20 km ao redor de Westport.